# لحوم بشر
لحوم البشر ممارسة أكل لحومهي ممارسة قد تحدث في المجتمعات. يشير هذا في معظم الحالات باستهلاك بقايا الجثث.

## كممارسة ثقافية
يذكر هيرودوت (٣.٣٨) أكل لحوم البشر الجنائزية بين قبيلة كالاتي، وهي قبيلة في الهند.
يُعتقد أن بعض ثقافات السكان الأصليين في أمريكا الجنوبية، مثل شعب مايورونا، مارسوا عبادة لحوم البشر في الماضي. كان هنود أماهواكا في بيرو يلتقطون جزيئات من العظام من رماد نار حرق الجثث، ويطحنونها بالذرة، ويشربونها كنوع من العصيدة. بالنسبة لشعب واري في غرب البرازيل، كانت إبادة لحوم البشر عملاً من أعمال الرحمة حيث تم استهلاك بقايا زملائهم واري المشوية في المشرحة. من الناحية المثالية، سوف يستهلك الأقارب (الأقارب بالزواج) الجثة بأكملها، وسيكون رفض هذه الممارسة مهينًا لأفراد الأسرة المباشرين. استهلك يانومامو العظام المطحونة ورماد جثث أقاربه المحترقة في حالة حداد؛ لا يزال هذا يُصنف على أنه لحوم البشر، على الرغم من أن "اللحم"لا يؤكل بالمعنى الدقيق للكلمة. ولا يُعتقد عمومًا أن هذه الممارسات كانت مدفوعة بالحاجة إلى البروتين أو أي طعام آخر.

## آثار طبية
كورو هو نوع من اعتلال الدماغ الإسفنجي المعدي (TSE) الناجم عن البريونات الموجودة في البشر. تأتي أمراض البريون البشرية في أشكال متفرقة ووراثية ومعدية. كان كورو أول مرض بريوني بشري معدٍ يتم اكتشافه. انتشر المرض عبر شعب بابوا غينيا الجديدة، حيث استهلك أقاربهم جثث المتوفى لإعادة "قوة الحياة" للمتوفى إلى القرية الصغيرة. كان مرض الكورو منتشرًا بين النساء والأطفال بنسبة 8 إلى 9 مرات أكثر من الرجال في ذروته، لأنه بينما كان رجال القرية يستهلكون الأنسجة العضلية، كانت النساء والأطفال يأكلون بقية الجسم، بما في ذلك الدماغ، حيث جزيئات البريون. كانت مركزة بشكل خاص. تشير الأبحاث التاريخية إلى أن وباء الكورو ربما نشأ حوالي عام 1900 من فرد واحد عاش على حافة منطقة فور، ويُعتقد أنه طور بشكل عفوي شكلاً من أشكال مرض كروتزفيلد جاكوب، وهو مرض بريون مرتبط. يسجل التاريخ الشفهي أن أكل لحوم البشر بدأ في المقدمة في أواخر القرن التاسع عشر. حددت الأبحاث التي أجريت في جامعة كوليدج لندن الجين الذي يحمي من أمراض البريون من خلال دراسة الأشخاص المتقدمين.
لا يوجد حاليًا علاج للشفاء أو حتى علاج للسيطرة على الكورو، ولكن هناك العديد من البرامج التي تمولها الجامعات والمعاهد الوطنية، مثل المعهد الوطني للاضطرابات العصبية والسكتة الدماغية (NINDS). يقوم هذا المعهد حاليًا بتمويل البحث في العملية الوراثية والخلوية وراء تطور وانتقال مرض الكورو وغيره من أمراض TSE.

## عصور ما قبل تاريخ من جدل أكل لحوم البشر
ما إذا كانت عقيدة أكل لحوم البشر كانت شائعة أم لا خلال الكثير من عصور ما قبل التاريخ البشري لا تزال مثيرة للجدل.
وجد فريق بقيادة مايكل ألبيرز، وهو محقق مدى الحياة في مرض الكورو، أن الجينات التي تحمي من أمراض البريون المماثلة منتشرة على نطاق واسع، مما يشير إلى أن مثل هذا النوع من أكل لحوم البشر كان من الممكن أن يكون شائعًا في جميع أنحاء العالم.
أعلنت دراسة وراثية مع مجموعة من المؤلفين نشرتها كلية لندن الجامعية في عام 2009 عن دليل على وجود "حلقة قوية" من الانتقاء الطبيعي في البشر الحديثين. تم العثور على هذا الدليل في تعدد الأشكال 127فولت، وهي طفرة تحمي من مرض الكورو. بعبارات أبسط، يبدو أن مرض الكورو قد أثر على جميع البشر إلى الحد الذي لدينا فيه استجابة مناعية متخصصة له. ومع ذلك، فإن دراسة مستمدة من مئات الموارد في عام 2013 تدعي كذلك أن 127فولت مستمد من ممارسة أكل لحوم البشر قديمة وواسعة الانتشار، لا تتعلق بالكورو على وجه التحديد، ولكن "الأوبئة الشبيهة بالكورو" التي ظهرت في وقت قريب من انقراض إنسان نياندرتال الذي تعايشت مع البشر. وهذا يسمح باقتراح أن ممارسات أكل لحوم البشر ربما تسببت في أمراض قتلت إنسان النياندرتال، ولكن ليس البشر بسبب جين المقاومة 127 فولت.

## قائمة ثقافات معروفة بـ (لحوم البشر)
- أمريكا الجنوبية
  - شعب أماهواكا[18]
  - مايورونا[19]
  - قوم واري[20]
  - يانومامو
- آسيا
  - كالاتيا[19]
  - أغوري[19][21]
- أفريقيا
  - شعب جوكون
- أوقيانوسيا
  - الناس المتقدمون[19]

## أنظر أيضا
- حزب دونر
- لحوم البشر الخارجية  [لغات أخرى]‏
- بون هيلم
- قائمة حوادث أكل لحوم البشر  [لغات أخرى]‏